# Bom Sucesso (São Tomé)
Bom Sucesso (dt.: „Guter Erfolg“) ist ein Ort (aldeia) im Hinterland des Distrikts Mé-Zóchi auf der Insel São Tomé im Inselstaat São Tomé und Príncipe.

## Geographie
Der Ort liegt auf einer Höhe von ca. 1150 m etwa zwei Kilometer westlich Saudade / Nova Moca.
Eine Attraktion des Ortes ist der Jardim Botânico do Bom Sucesso (Botanischer Garten).
Eine kleine Straße führt weiter nach Südwesten nach N. Ceilão (Macambrará), von wo aus die Lagoa Amélia erreicht werden kann.